# Мурнау, Фридрих Вильгельм
Фри́дрих Вильгельм Му́рнау (нем. Friedrich Wilhelm Murnau, настоящее имя Фридрих Вильгельм Плумпе, нем. Friedrich Wilhelm Plumpe; 28 декабря 1888 — 11 марта 1931) — немецкий кинорежиссёр эпохи немого кино, один из крупнейших мастеров киноэкспрессионизма.
Одной из его самых известных работ стал фильм «Носферату, симфония ужаса» (1922), вольная экранизация романа Брэма Стокера «Дракула». Несмотря на то что из-за проблем с авторскими правами фильм не пользовался коммерческим успехом, сегодня он считается шедевром немецкого экспрессионистского кино. Позже Мурнау снял фильм «Последний человек» (1924), а также экранизацию «Фауста» (1926) Гёте. В 1926 году переехал в Голливуд и снял на студии Fox три фильма: «Восход солнца» (1927), «Четыре дьявола» (1928) и «Городская девчонка» (1930). «Восход солнца» был расценён критиками и режиссёрами как один из лучших фильмов всех времён и народов.
В 1931 году Мурнау отправился на Бора-Бора на съёмки фильма «Табу» (1931), который планировался как совместная постановка с  Робертом Флаэрти, однако из-за разногласий Флаэрти покинул проект, и Мурнау снял фильм самостоятельно. За неделю до премьеры он попал в автомобильную катастрофу и скончался в больнице Санта-Барбары от травм.
Из двадцати одного фильма, которые снял Мурнау, восемь считаются утерянными, а от фильма «Марица» (1922) сохранился только 13-минутный фрагмент. Полностью сохранились двенадцать фильмов.

## Биография

### Семья и ранние годы
По словам Роберта Плумпе, брата Мурнау, их предки постоянно путешествовали и не задерживались на одном месте дольше пяти или десяти лет.

...Они постоянно переезжали из деревни в город и из города в деревню. Они пришли в Германию из Швеции, поселившись сначала где-то на Западе... Затем снова двинулись на Восток. Наши древние предки были рыцарями и крестьянами, чиновниками, служителями церкви и бургомистрами. Они где-то оседали, работали, что-то производили, а потом, не дожидаясь окончательных результатов своего труда, снова отправлялись в путь.Оригинальный текст (англ.)they have constantly moved backwards and forwards from the country to the town and from the town to the country. They came to Germany from Sweden, settling first somewhere in the west... then they set off again towards the east. Our oldest ancestors were knights and peasants, officials, ministers of the church, and mayors. They would halt somewhere, work, produce something; then, without waiting to see the full results of their labours, they would set off again.— Роберт Плумпе
Мурнау родился в городе Билефельде в Вестфалии в семье текстильного фабриканта Генриха Плумпе и его второй жены Оттилии, бывшей учительницы, чьи родители владели пивоварней. У Фридриха были два родных брата — Роберт и Бернхард и две сводные сестры — Ида и Анна. В 1891/92 году отец продал фирму, и семья переехала из Билефельда в большое поместье под Касселем. Мать поддерживала раннее увлечение Фридриха театром, литературой и искусством. В 1907 году, окончив Высшее реальное училище, он стал изучать филологию в Берлинском университете, а затем перевелся в Гейдельбергский университет, чтобы изучать там историю искусств и литературу. Выступал в студенческом театре. В 1911 году Макс Рейнхардт увидел его в одном из спектаклей и пригласил в свою Берлинскую театральную школу. Скорее всего, Мурнау так и не завершил обучение в университете. Защита диссертации не подтверждена документами. С 1913 года выступал в составе труппы Немецкого театра, исполнив несколько ролей в Шекспировском цикле Рейхнардта. Еще во время учебы тесно подружился с Гансом Эренбаумом-Дегеле, сыном банкира и начинающим поэтом, который ввёл его в художественные круги Берлина и познакомил с Паулем Цехом, Эльзой Ласкер-Шюлер, Францем Марком и Рене Синтенис. Однажды друзья посетили городок Мурнау в Верхней Баварии. С тех пор он использовал это название в качестве своего псевдонима.
С началом Первой мировой войны в октябре 1914 года был отправлен добровольцем в 1-й пехотный гвардейский полк в Потсдаме. Воевал на Восточном фронте под Ригой. 7 августа 1915 года был произведен в лейтенанты и назначен командиром роты. В 1916 году был переведен в люфтваффе и служил в летном дивизионе А 281 под Верденом. По его словам, был восемь раз сбит. В 1917 году во время разведывательного полета, заблудившись в тумане, приземлился на швейцарской территории. Находился в плену в Андерматте, затем в Люцерне. В июне 1918 года в Городском театре Люцерна поставил спектакль с участием военнопленных. После войны вернулся в Берлин. Эмилия Текла Эренбаум-Дегеле приняла его в своём доме в Груневальде и предоставила ему право пожизненного проживания. Её сын Ганс погиб в 1915 году в России.

## Работа в кино

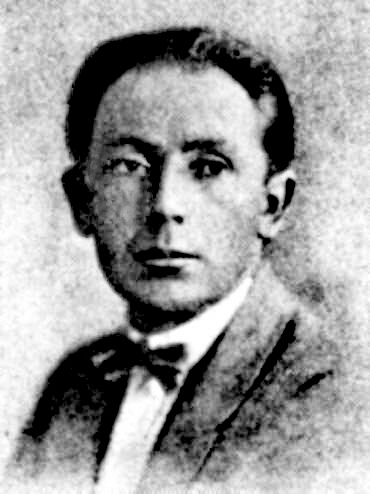
Мурнау в 1921 году

### Ранние работы
В 1919 году с Эрнстом Хоффманом в качестве продюсера и исполнителя главной роли Мурнау снял свой первый фильм «Мальчик в голубом» (другое название — «Изумруд смерти»), сюжет которого был навеян одноименной картиной английского портретиста Томаса Гейнсборо и романом «Портрет Дориана Грея» Оскара Уайльда. В том же году под художественным руководством Роберта Вине был поставлен фильм «Сатана» с Конрадом Фейдтом в заглавной роли. Фейдт был знаком с Мурнау еще по работе в театре Макса Рейнхардта.
В 1920 году началось сотрудничество Мурнау с кинодраматургом Карлом Майером, которой написал для него сценарий фильма «Горбун и танцовщица». Ханс Яновиц, соавтор Карла Майера на фильме «Кабинет доктора Калигари», по мотивам повести «Странная история доктора Джекила и мистера Хайда» Роберта Льюиса Стивенсона написал для него сценарий фильма «Голова Януса». Во избежание правовых коллизий добропорядочный доктор Джекил стал в нем доктором Уорреном, а злодей мистер Хайд — О’Коннором. Этот фильм окончательно закрепил за Конрадом Фейдтом репутацию экспрессионистского исполнителя демонических ролей. Фильм «Вечер – ночь – утро» стал экранизацией детективного сюжета. Сценарий написал мюнхенский писатель Рудольф Шнайдер, с которым были запланированы и другие проекты. В фильме «Путь в ночь» Мурнау продолжил сотрудничество с Карлом Майером, на фильме «Марица по прозвищу Мадонна контрабандистов» он снова работал с Хансом Яновицем в качестве сценариста. В 1921 году продюсер Эрих Поммер привлек его для работы на фирме «Декла-Биоскоп», на которой он поставил фильм «Замок Фогелед» и впервые экспериментировал со светотенью.
До конца 1921 года Мурнау снял десять игровых фильмов, в пяти из которых играл Конрад Фейдт. Из десяти фильмов периода 1919—1921 годов сохранились только три, семь считаются утерянными.

### «Носферату, симфония ужаса»
В начале 1921 года художник и продюсер Альбин Грау, который уже давно вынашивал идею экранизации романа Брэма Стокера «Дракула», пригласил Мурнау в качестве режиссера, предложив ему 25000 марок и участие в прибыли. Когда уже почти все было готово к съемкам, Грау решил обратиться к вдове писателя Флоренс Стокер за разрешением. То ли по причине антинемецких настроений, то ли из нежелания увидеть трансформацию романа мужа в экспрессионистский фильм, вдова ему отказала. Тогда Грау попросил сценариста Хенрика Галеена перенести действие из Лондона в вымышленный немецкий город Висборг и поменять имена основных персонажей. Съемки начались в июле 1921 года и проходили в основном на натуре, что было довольно необычно для немецкого и особенно экспрессионистского кино тех лет. Мурнау делал наброски каждой сцены и ритмизировал игру актеров с помощью метронома.
Заглавную роль в этой фантазии на тему романа Стокера сыграл театральный актер Макс Шрек. До этого не имея большого опыта работы в кино, он создал один из самых известных экранных образов вампира. Фильм «Носферату, симфония ужаса», во многом революционный для своего времени, принес Мурнау всемирную славу.
При этом УФА как крупнейший кинопрокатчик Веймарской республики отказалась взять фильм в свою программу, и он вышел 15 марта 1922 года на экраны независимых кинотеатров. И тут на фильм обратила внимание Флоренс Стокер. Вступив в Британское общество авторов, она наняла в Берлине адвоката, и тот подготовил иск против производственной фирмы Prana Film, которая тем временем обанкротилась или делала вид, что обанкротилась, чтобы избежать суда. Преемники фирмы продали фильм за границу. Внесудебное мировое соглашение, по которому Флоренс Стокер могла бы получить 5000 фунтов, не состоялось. В июле 1925 года суд постановил все копии фильма передать Флоренс Стокер или уничтожить. Это постановление распространялось на всю Европу. Но многие страны его просто проигнорировали.
Фильм Мурнау породил собственную кинематографическую традицию, которая продолжается по сей день — прямым её продолжением стали, например, фильмы «Носферату — призрак ночи» Вернера Херцога (1979) и «Тень вампира» Э. Элиаса Мериджа (2000).

### «Призрак»
В 1922 году Мурнау поставил фильм «Призрак» по одноименному роману Герхарта Гауптмана, использовав новаторский по тем временам приём «субъективной камеры», когда отдельные эпизоды были сняты как бы глазами главного героя, а его видения накладывались на реальность. Впечатлительность талантливого, но безвольного поэта Лоренца Люботы оказывалась его проклятием. Теряя ощущение реальности, он утрачивал нравственный стержень и становился сообщником преступления.

### «Последний человек»
В декабре 1924 года на экраны вышла камерная драма Мурнау «Последний человек» с Эмилем Яннингсом в роли стареющего швейцара берлинского отеля «Атлантик». Переведённый на службу в мужской туалет, он вынужден расстаться со своей ливреей, которая была выражением его социального статуса. На съёмах этого фильма Мурнау и его оператор Карл Фройнд впервые «раскрепостили» кинокамеру, то есть сняли её со штатива и с помощью различных приспособлений — пожарных лестниц, кранов, колёс, рельсов или канатов — привели в движение и даже заставили летать, что в те времена означало эмансипацию кино по отношению к театру. «Раскрепощённая камера» в движении следила за людьми и объектами, кружила вокруг них, занимала точку зрения персонажей и с помощью той или иной перспективы подчёркивала их душевное состояние. Таким образом, она становилась, как того требовал Мурнау, «пастелью» кинорежиссёра:

Я хотел, чтобы камера показала тени совершенно новых и неожиданных чувств: в каждом из нас есть бессознательное «я», которое в момент кризиса странным образом вырывается наружу...
Подвижная камера в сочетании с виртуозной игрой Эмиля Яннингса и практически полное отсутствие надписей способствовали большому международному успеху этого фильма.

### Экранизации классики
Затем Мурнау обратился к экранизациям классики, поставив с большим размахом «Тартюф» (1926) и «Фауст» (1926), прокат которых не принес ожидаемых результатов. На фильме «Тартюф» он снова сотрудничал с Эрихом Поммером, который был продюсером «Последнего человека», а сценарист Карл Майер превратил мольеровскую комедию в «фильм в фильме». «Фауст» был основан на германской легенде о докторе Фаусте, а также на пьесе Кристофера Марло и трагедии Гёте. Упростив действие, Мурнау создал причудливую фантасмагорию о борьбе света и тени, добра и зла. Знаток его творчества, французский режиссёр Эрик Ромер писал:

В своём фильме «Фауст» на вершине карьеры Мурнау смог мобилизовать все средства, которые обеспечили ему полное владение пространством. Все формы — лица, объекты, такие как пейзажи и природные явления, снег, свет, огонь, облака — созданы или воссозданы в соответствии с его воображением на основе точного знания способа их воздействия. Никогда прежде кино не полагалось столь мало на случай.
«Фауст» стал последним фильмом, снятым Мурнау для УФА.

### В Голливуде
В июне 1926 года по приглашению американского продюсера Уильяма Фокса Мурнау отправился в Голливуд и в июле заключил четырёхлетний контракт, гарантирующий ему два фильма в год: 

Я принял предложение Голливуда, так как подумал, что мне еще есть чему поучиться, и Америка предложила мне новые способы реализации моих творческих планов.
Его первым американским фильмом стал «Восход солнца» (1927) по повести Германа Зудермана «Поездка в Тильзит» — притча о человеке, который ради любви к другой женщине пытается убить свою жену. В 1929 году на первой церемонии вручения Приза Американской киноакадемии по итогам 1927/1928 года фильм получил три «Оскара» — Джанет Гейнор за лучшую женскую роль; студиям Фокса за художественные достоинства; Чарльзу Рошеру, Карлу Штруссу за лучшую операторскую работу. Мурнау был также удостоен диплома гильдии киноработников за лучшую режиссуру. Несмотря на призы и восторженную прессу, фильм не пользовался коммерческим успехом, что пошатнуло репутацию Мурнау на студии. В 1928 году на экраны вышел звуковой вариант фильма.
Последующие фильмы Мурнау – «Четыре дьявола» (1928) и «Городская девчонка» (1930) – пришлись на кризисный этап перехода к звуковому кино и также не пользовались коммерческим успехом. К тому же режиссёр испытал прямое вмешательство руководства студии в его работу. В фильме «Четыре дьявола» был переделан несчастливый финал. На фильме «Городская девчонка» он был отстранён от режиссуры. В обоих случаях без его участия были изготовлены звуковые варианты.

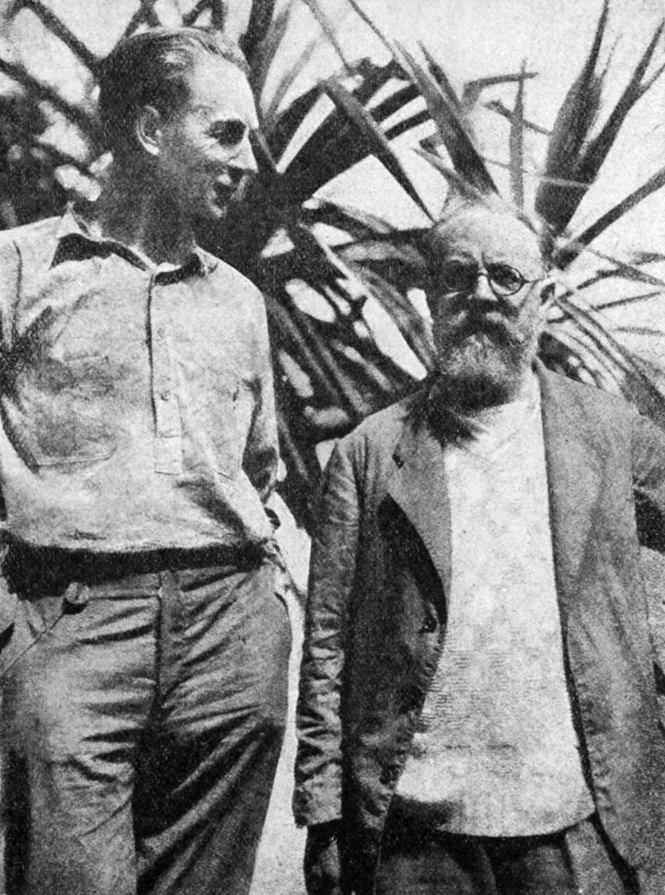
Ф. В. Мурнау и А. Матисс на Таити. 1930 г.

### «Табу»
В 1929 году, разочаровавшись в условиях работы в Голливуде, Мурнау расторг контракт со студией Fox. После безуспешных переговоров со студией UFA в Берлине он купил парусную яхту в твёрдой решимости сделать следующий фильм на свои сбережения и в соответствии со своими представлениями.
В апреле 1929 года на своей яхте «Бали» Мурнау отправился на Таити для подготовки фильма «Табу», который он намеревался поставить совместно с американским документалистом Робертом Флаэрти. Однако между ними возникли разногласия концептуального характера: Флаэрти отдавал предпочтение документальным съёмкам, Мурнау настаивал на сочетании игровых и документальных сцен. В итоге Флаэрти отказался от участия в этом проекте, и Мурнау снял фильм самостоятельно.
В 1931 году по окончании съёмок он без цента денег вернулся в Голливуд. Чтобы смонтировать и озвучить фильм, ему пришлось влезть в долги. Студия Paramount заинтересовалась готовым фильмом и предложила ему десятилетний контракт. Мурнау решил снять на Таити еще несколько фильмов, в том числе экранизировать «Тайпи» Германа Мелвилла. Премьера фильма «Табу» состоялась в Нью-Йорке 18 марта 1931 года, но уже после смерти режиссёра.

## Смерть

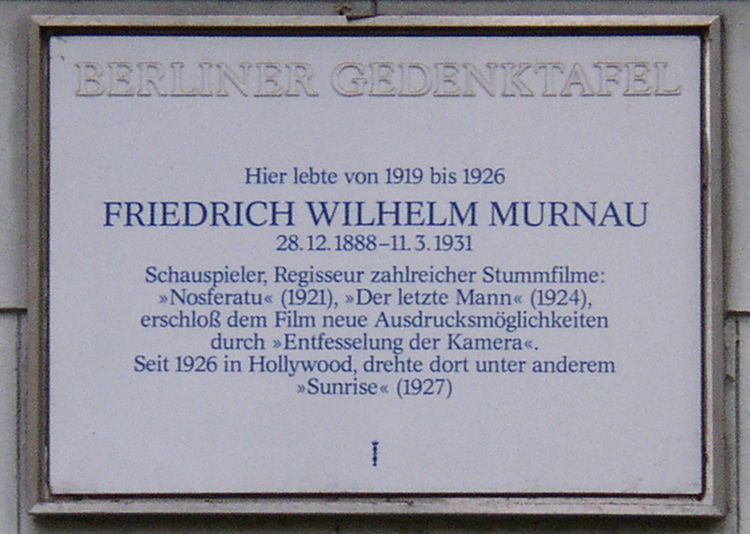
Мемориальная доска на доме в Груневальде, где Мурнау жил с 1919 по 1926 год

10 марта 1931 года в тридцати километрах севернее Санта-Барбары Мурнау попал в автомобильную катастрофу. За рулём арендованного им «Паккарда» в момент аварии находился четырнадцатилетний филиппинец Элазар С. Гарсиа (или как его ещё называли, Гарсиа Стивенсон). Когда он попытался уклониться от встречного грузовика, машина упала с десятиметровой высоты в кусты. Тогда как шофёр, Гарсиа и овчарка Пэл остались невредимы, Мурнау получил серьёзную травму на затылке и умер на следующее утро, не приходя в сознание, в больнице Санта-Барбара Коттедж.
Так как гомосексуальность Мурнау никогда не была секретом, в Голливуде пустили слух о том, что он якобы ласкал филиппинца и даже занимался с ним оральным сексом, поэтому тот не справился с управлением автомобилем. Из-за этих слухов проститься с режиссёром 19 марта пришли всего 11 человек, в том числе Грета Гарбо, поэт Бертольд Фиртель с женой Залкой, Джордж О’Брайен, Герман Бинг.
31 марта забальзамированное тело Мурнау было переправлено в Германию. Похороны состоялись 13 апреля 1931 года на Юго-Западном кладбище в Штансдорфе под Берлином. На них присутствовали Роберт Флаэрти, Георг Вильгельм Пабст, Эрих Поммер, Эмиль Яннингс и др. С прощальными речами выступили Фриц Ланг и Карл Майер.
13 июля 2015 года директор кладбища обнаружил, что семейный склеп, где также похоронены братья режиссёра, был вскрыт, а голова Мурнау украдена неизвестными злоумышленниками. Следы воска на крышке гроба одного из братьев Мурнау навели полицию на мысль об оккультных мотивах преступления. Останки братьев режиссёра не были потревожены. Несмотря на объявленное вознаграждение, голова до сих пор не найдена.

## Память
- Мурнау — один из двух главных персонажей фильма Э. Элиаса Мериджа «Тень вампира» (2000) — философско-фантастической истории о съёмках «Носферату». Роль Мурнау в нём исполнил Джон Малкович.

## Фильмография
- 1919 «Мальчик в голубом» / Der Knabe in Blau (не сохранился)
- 1920 «Сатана» / Satanas (сохранился фрагмент первого эпизода)
- 1920 «Тоска» / Sehnsucht (не сохранился)
- 1920 «Голова Януса» / Der Januskopf (не сохранился)
- 1920 «Горбун и танцовщица» / Der Bucklige und die Tänzerin (не сохранился)
- 1920 «Вечер — ночь — утро» / Abend — Nacht — Morgen (не сохранился)
- 1921 «Путь в ночь» / Der Gang in die Nacht
- 1921 «Замок Фогелёд» / Schloß Vogeloed
- 1922 «Носферату, симфония ужаса» / Nosferatu — Eine Symphonie des Grauens
- 1922 «Марица по прозвищу Мадонна контрабандистов» / Marizza, genannt die Schmugglermadonna (сохранился фрагмент)
- 1922 «Горящая пашня» / Der brennende Acker
- 1922 «Призрак» / Phantom
- 1923 «Изгнание» / Die Austreibung (не сохранился)
- 1923 «Финансы великого герцога» / Die Finanzen des Großherzogs
- 1924 «Последний человек» / Der letzte Mann
- 1926 «Тартюф» / Herr Tartüff
- 1926 «Фауст» / Faust
- 1927 «Восход солнца» / Sunrise: A Song of Two Humans
- 1928 «Четыре дьявола» / Four Devils (не сохранился)
- 1930 «Городская девчонка» / City Girl
- 1931 «Табу» / Tabu